# Ауд-Аде
Ауд-Аде (нід. Oud Ade) — село в муніципалітеті Каг-ен-Брассем, провінція Південна Голландія, Нідерланди. До 1 січня 2009 року підпорядковувалося муніципалітету Алкемаде.

## Розташування
Село Ауд-Аде розташовано за 7 км на північний схід від Лейдена та на захід від іншого населеного пункту муніципалітету Каг-ен-Брассем — села Рейпветерінг. На північ від Ауд-Аде розташований хутір Зевенхейзен, який об'єднаний з Ауд-Аде в одну статистичну зону.
Площа статистичної зони «Ауд-Аде та Зевенхейзен» становить 1,63 км², з яких близько 1,47 км² займає суходіл і лише 0,15 км² — водна поверхня. Біля Ауд-Аде лежать польдери Вроу-Веннепольдер (Vrouw Vennepolder) та Аккерслотпольдер (Akkerslootpolder).
Через село курсує міжміський автобусний маршрут № 56, що прямує в один бік — на Лейден і Лейдердорп, в інший — на Рейпветерінг, Ньїве-Ветерінг, Рулофарендсвен, Ауде-Ветерінг і Леймейден.

## Історія
Ауд-Аде є наймолодшим населеним пунктом муніципалітету: у 1731 році на місці села були лише три ферми. Лише у XIX столітті населення місцевості почало зростати. Близько 1800 року тут збудували церкву святого Бавона, навколо якої сформувалося село Ауд-Аде.

## Культура
Через своє розташування біля озер Кагерплассен село Ауд-Аде і, особливо, хутір Зевенхейзен, є популярним місцем любителів водних видів спорту. Тут діє низка кемпінгів, проходять велосипедні маршрути. Біля села, у польдерах, розташовано кілька вітряків польдерного типу.
На території Ауд-Аде розташовано 7 національних пам'яток та 16 місцевих. Найцікавішими є:
- вітряки Rode Molen (бл. 1632 р.), Akkerslootmolen (1793 р.), Vrouw Vennemolen (1835 р.),
- церква святого Бавона, зведена 1868 року в неороманському стилі,
- дві ферми XVII століття.

## Демографія
Станом на 2021 рік https://en.m.wikipedia.org/wiki/Oud_Ade#cite_note-stat-1   в Ауд-Аде мешкало 560 осіб.

## Видатні мешканці
- Монік Велзебур[en] — нідерландська ковзанярка, на Олімпійських іграх 1988 року отримала золоту, срібну і бронзову медалі. Народилася в Ауд-Аде.
- Лізет ван дер Гест[nl] — нідерландська ковзанярка, мешкала в Ауд-Аде.

Також двоє мешканців Ауд-Аде, 30-річна Трейке (Truike Heemskerk) і 28-річний Ерік ван дер Пул (Erik van der Poel) були одними із 196 нідерландців, що загинули в катастрофі літака MH17 під Донецьком 17 липня 2014 року.

## Зевенхейзен
Хутір Зевенхейзен (нід. Zevenhuizen) розташований на північ від села Ауд-Аде, на березі озерної системи Кагерплассен. Основою його економіки є туризм, тут діє низка кемпінгів, човнові станції та причали, є ресторан. Назву хутора можна перекласти як «Сім будинків».

## Галерея

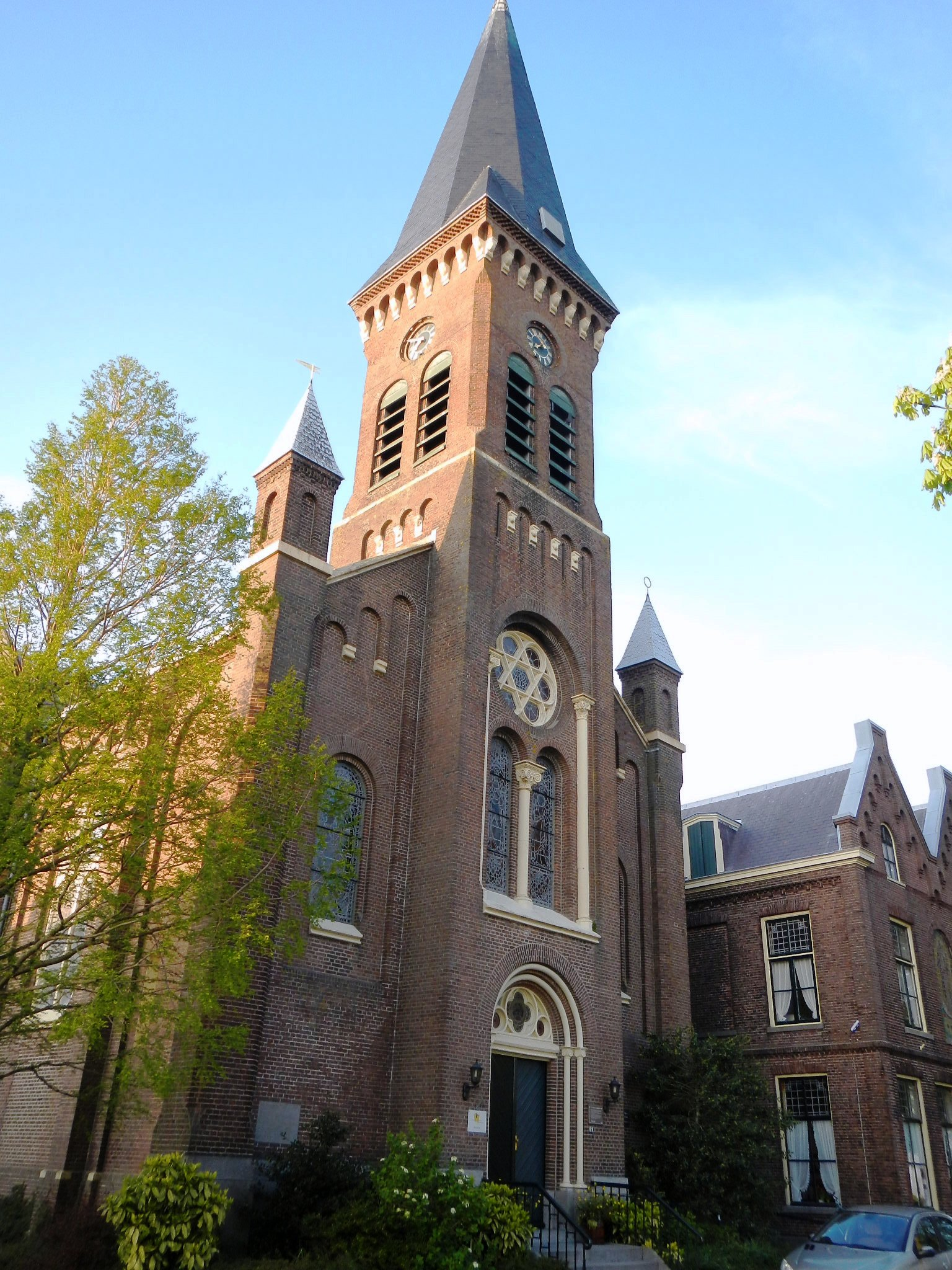
Церква святого Бавона
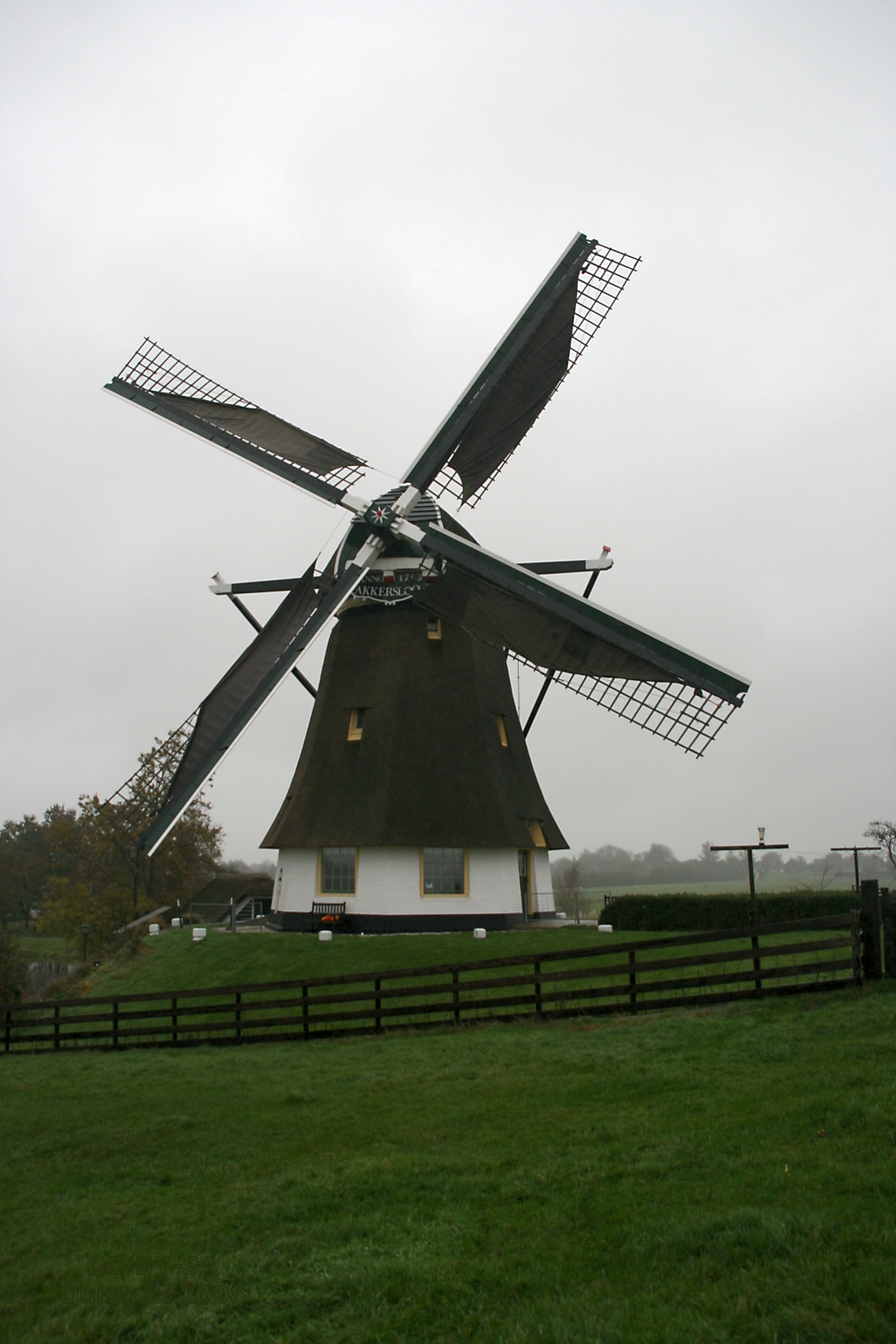
Вітряк Akkerslootmolen
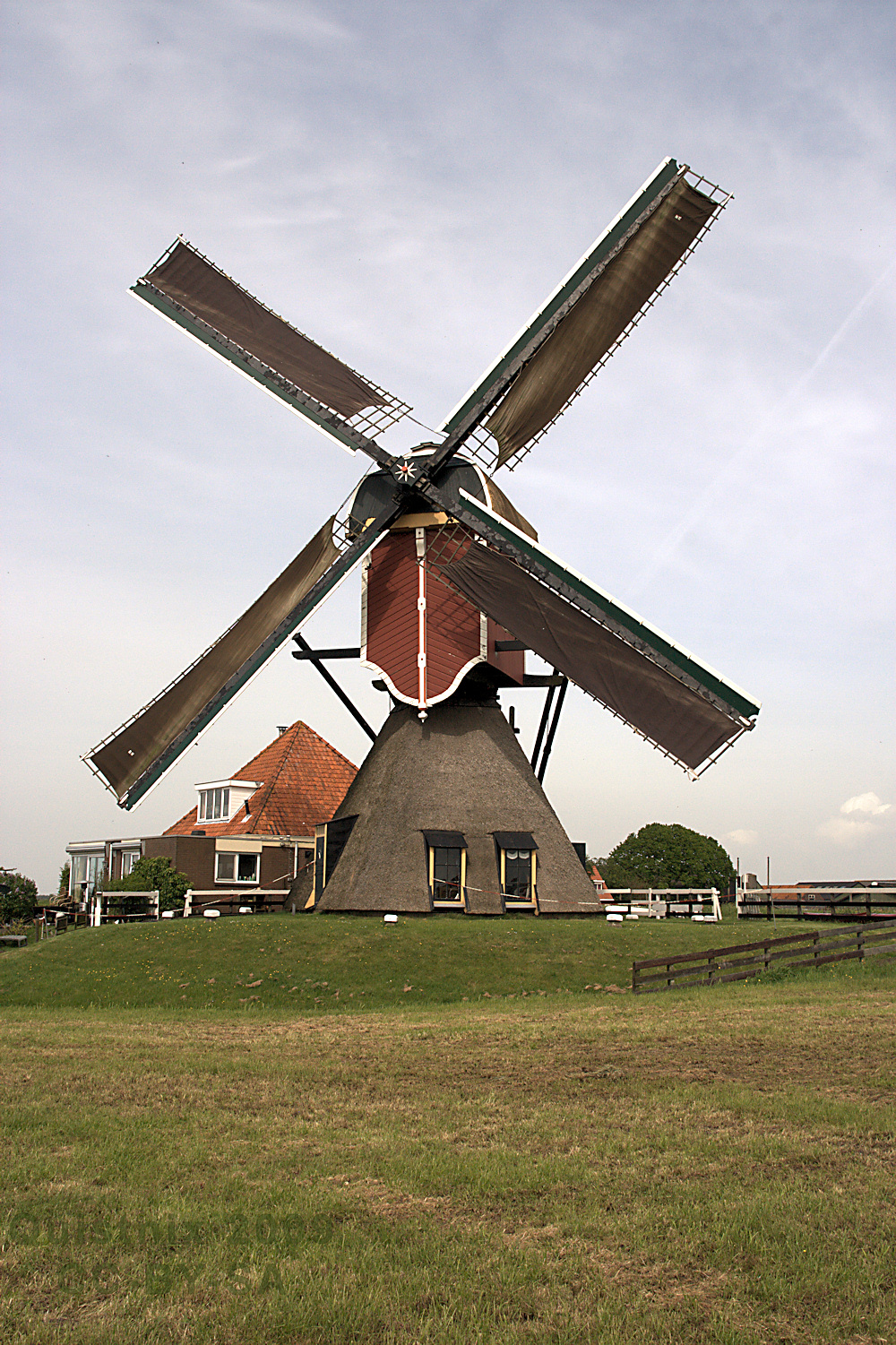
Вітряк Rode Molen
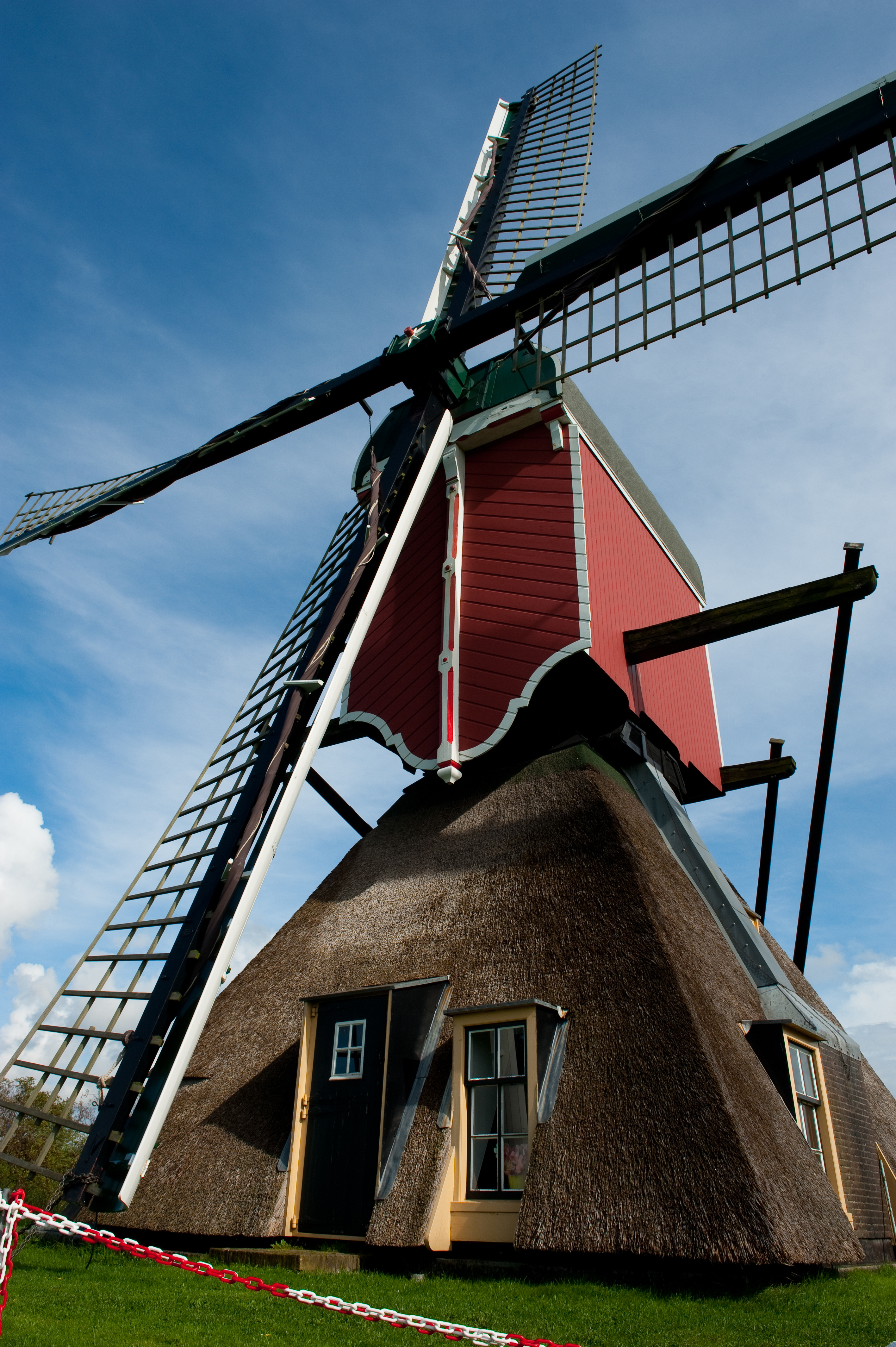
Вітряк Vrouw Vennemolen